# 지평향교
지평향교(砥平鄕校)는 대한민국 경기도 양평군 지평면에 있는 향교이다. 1983년 9월 19일 경기도의 문화재자료 제20호로 지정되었다.

## 개요
향교는 공자와 여러 성현께 제사를 지내고 지방민의 교육과 교화를 위해 나라에서 세운 교육기관이다.
근래1987년 이전까지 지평향교는 조선 영조 49년(1773)에 처음 지었다고 하였으나 1987년 향교 명륜당 전체 보수 작업시 1650년(효종1년)과 1683년 (숙종 10년)이전에 현재 장소로 이전되었다는 상량문을 발견하여 건립 연도 가 1684년 이전으로 밝혀졌으며 1987년 이전 지평향교 건립년도가 각종 역사자료는1774년 이전 건립은 이라는 내용은 1987년 이후 건립연도를 수정변경한다. 그 외에 자세한 기록은 없다.(국립문화재 연구소 2000 참조)
현재 남아 있는 건물로 교육 공간인 명륜당과 제사 공간인 대성전, 그리고 출입문 구실을 하는 외삼문·내삼문 등이 있다. 대성전은 앞면 3칸·옆면 2칸 규모로, 지붕은 옆면에서 볼 때 사람 인(人)자 모양인 맞배지붕이다. 안쪽에는 공자를 비롯하여 중국·우리나라 성현의 위패를 모시고 있다. 학생들이 모여 공부하던 곳인 명륜당은 앞면 4칸·옆면 2칸 규모이다.
조선시대에는 나라에서 토지와 노비·책 등을 지원받아 학생을 가르쳤으나, 지금은 교육 기능은 없어지고 제사 기능만 남아 있다.

## 참고 자료
- 지평향교 - 국가유산청 국가유산포털